# 霍普金斯維爾 (肯塔基州)
霍普金斯（英語：Hopkinsville）是美国肯塔基州的一座城市。建立于1799年，面积约为79.8平方公里（30.8平方英里）。根据2010年美国人口普查，该市的人口为31,577人。